# Labbaikudikadu
Labbaikudikadu es una ciudad y nagar Panchayat situada en el distrito de Perambalur en el estado de Tamil Nadu (India). Su población es de 11891 habitantes (2011).

## Demografía
Según el censo de 2011 la población de Labbaikudikadu era de 11891 habitantes, de los cuales 5969 eran hombres y 5922 eran mujeres. Labbaikudikadu tiene una tasa media de alfabetización del 93,28%, superior a la media estatal del 80,09%: la alfabetización masculina es del 96,01%, y la alfabetización femenina del 90,51%.